# Lebaksangka
Lebaksangka is een bestuurslaag in het regentschap Lebak van de provincie Banten, Indonesië. Lebaksangka telt 2658 inwoners (volkstelling 2010).